# 未來基金會
未來基金會（英語：Future Foundation）是出現在漫威漫畫中的虛構組織，首次登場於2010年7月出版的《驚奇四超人》第579期，由編劇強納森·希克曼（Jonathan Hickman）與藝術家史蒂夫·艾普汀（Steve Epting）共同創作。該組織由神奇先生發起，旨在匯集年輕天才與資源，致力於推動人類未來發展與科學進步，後來成為漫畫《驚奇四超人》的主軸團隊。

## 其他媒體

### 電視
在動畫影集《蜘蛛人：你的友好鄰居》中，彼得·帕克穿上由奧式企業研發的未來基金會戰衣。

### 電影
在2025年電影《驚奇4超人：第一步》中，「未來基金會」以類似联合国的國際性組織形式登場，由隱形女俠為主導角色。該版本設定於828號地球。

### 電子遊戲
未來基金會制服曾在多款電子遊戲中登場，部分遊戲僅有蜘蛛人穿著此制服，部分則包含驚奇四超人等其他角色：
- 僅有蜘蛛人：《蜘蛛人：時間邊緣（英语：Spider-Man: Edge of Time）》、《終極漫威英雄vs. 卡普空3（英语：Ultimate Marvel vs. Capcom 3）》、《蜘蛛人：驚奇再起（英语：The Amazing Spider-Man (2012 video game)）》、《蜘蛛人：無限（英语：Spider-Man Unlimited (video game)）》、《堡垒之夜：空降行动》、《蜘蛛人》

- 包含驚奇四超人、末日博士等角色：《漫威：英雄同盟（英语：Marvel Avengers Alliance）》、《漫威超級英雄小隊Online（英语：Marvel Super Hero Squad Online）》、《漫威超級戰爭》、《漫威争锋》、《MARVEL未來之戰》、《乐高漫威超级英雄》、《漫威英雄 Online》